# Balbriggan
Balbriggan (irisch Baile Brigín) ist eine Stadt im County Fingal an der Ostküste der Republik Irland.

## Etymologie
Über die Herkunft des irischen Namens Baile Brigín besteht keine Übereinkunft; unter mehreren Möglichkeiten werden vor allem die Ableitung von Baile Breacain mit der Bedeutung „Brecans Stadt“ oder die etymologisch nicht gut belegte Bedeutung „Stadt der kleinen Hügel“ bevorzugt. Für die letztgenannte Deutung spricht die Tatsache, dass der Ort tatsächlich von niedrigen Hügeln umgeben ist; für die etymologisch schlüssigere Bedeutung „Brecans Stadt“ spricht, dass Brecan ein geläufiger mittelalterlicher Vorname war und die Gegend vor der Invasion der Normannen als Breaga bekannt war. Eine dritte Möglichkeit liegt in einem möglichen Bezug zum örtlichen River Bracken, wobei der Name von breicín mit der Bedeutung „kleine Forelle“ abgeleitet sein könnte.

## Geschichte
Ein genaues Gründungsdatum des Ortes ist nicht bekannt; wahrscheinlich bestand hier jedoch schon von Alters her eine Siedlung, aus der sich Balbriggan von einem kleinen Fischerdorf über seit dem späten 18. Jahrhundert hier errichtete Baumwoll-Manufakturen und dann -Fabriken zu einer Satellitenstadt Dublins zu Anfang des 21. Jahrhunderts entwickelte.
Während des irischen Unabhängigkeitskampfes gegen die britische Herrschaft, wurde die Stadt durch die probritische Miliz Black and Tans niedergebrannt.  Dieses Kriegsverbrechen wurde international bekannt und eine Delegation aus den USA sammelte Geld, um 30 Häuser wiederaufzubauen. Während des Unabhängigkeitskampfes wurden die Unabhängigkeitskämpfer Séamus Lawless und Sean Gibbons durch britische Soldaten am 21. September 1920 mit dem Bajonett ermordet. Eine staatliche Gedenkplakette erinnert an diesen Mord.

## Geographie
Balbriggan liegt an der Küste der Irischen See, 32 km nördlich des Zentrums der irischen Hauptstadt Dublin und ganz im Norden des 1994 bei der Auflösung des County Dublin entstandenen County Fingal, 17 km von Drogheda im Norden entfernt. Da die Stadt nahe der Nationalstraße N1 bzw. des M1 gelegen ist, wird sie von allen Reisenden zwischen Dublin und der nordirischen Hauptstadt Belfast passiert. Bis zur Fertigstellung des Balbriggan Bypass im Jahr 1998 führte die Hauptverbindung zwischen Dublin und Belfast mitten durch das Stadtzentrum von Balbriggan, was tagtäglich zu massiven Verkehrsstaus führte.

## Verkehr
Balbriggan ist seit 1844 an den Schienenverkehr in Irland angeschlossen. Nachdem die Betreiber immer wieder wechselten und der Güterverkehr seit Dezember 1974 eingestellt wurde, ist der Betreiber seit 1986 die staatliche Eisenbahngesellschaft Iarnród Éireann. Balbriggan ist der nördliche Endpunkt im Dublin suburban rail network innerhalb des Northern Commuter-Nahverkehrssystems der Iarnród Éireann im Großraum Dublin und sollte im Rahmen des irischen Infrastrukturprogramms Transport21 ab 2015 auch per DART mit Dublin verbunden sein.

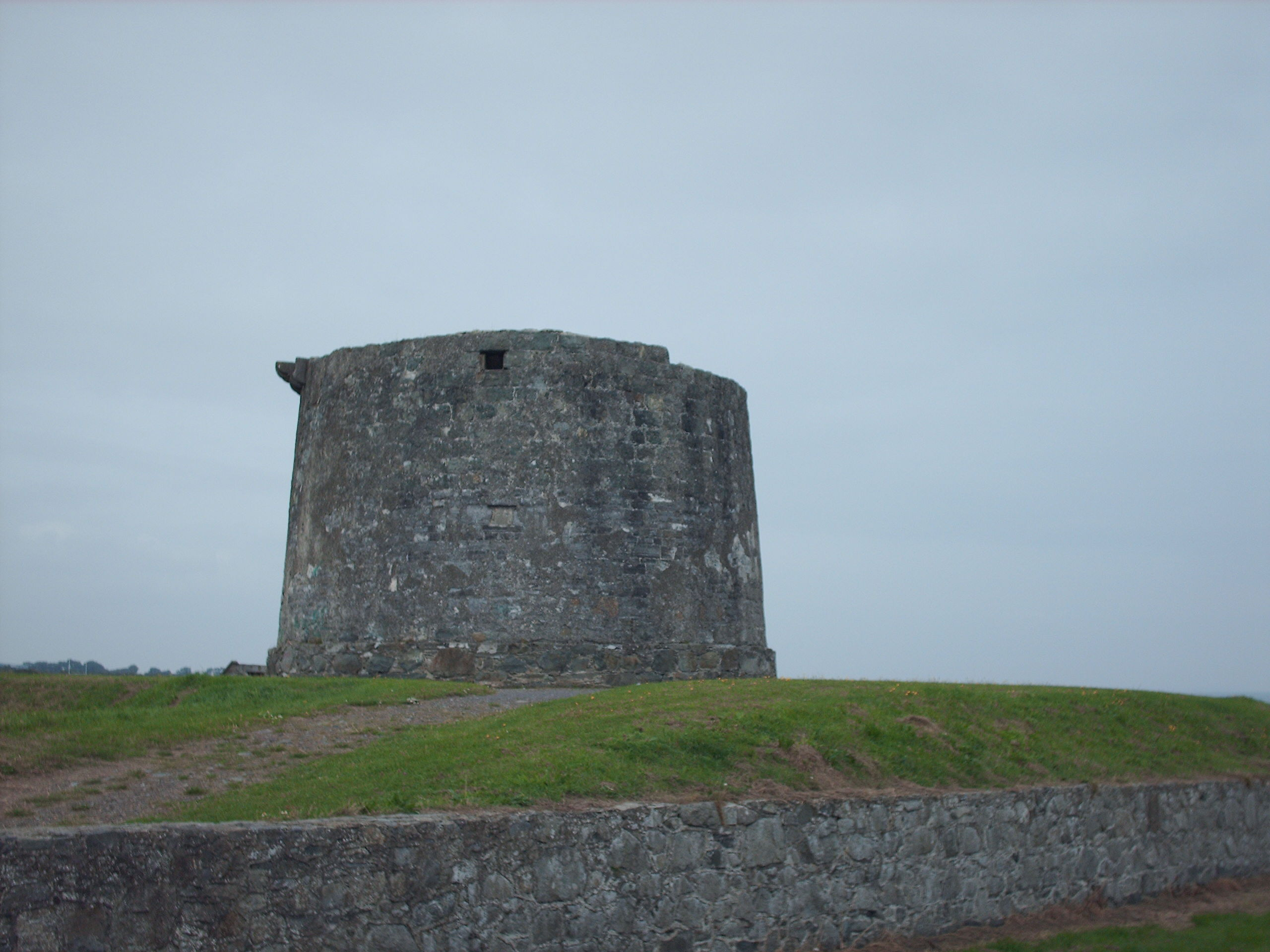
Martello Tower Balbriggan

## Statistiken
Balbriggan nimmt die 17. Position in der Liste der Städte in der Republik Irland ein (2016). Die Einwohnerzahl von Balbriggan einschließlich nahem Umland wurde bei der Volkszählung 2022 mit 24.322 Personen ermittelt, was einer Steigerung um mehr als 15.000 Menschen seit dem Census 1996 darstellt, worin vor allem der Charakter Balbriggans als Satellitenstadt Dublins zum Ausdruck kommt. Balbriggan gehört zu den 70 Städten in der Republik Irland mit einem Town Council, der im Jahr 2010 sein 150-jähriges Jubiläum feierte.

## Städtepartnerschaft
Mit St. Wendel im Saarland besteht seit 2007 eine Städtepartnerschaft.

## Sehenswürdigkeiten
An der Küste bei Balbriggan befindet sich ein Martello Tower.

## Töchter und Söhne der Stadt
- Harry Reynolds (1874–1940), Bahnradsportler und Weltmeister
- Sinéad de Valera (1878–1975), Lehrerin, Kinderbuchautorin und die Ehefrau des Präsidenten Éamon de Valera
- Andrew Coscoran (* 1996), Mittelstreckenläufer